# Zwerbach (Gemeinde Ruprechtshofen)
Zwerbach ist eine Ortschaft und eine Katastralgemeinde der Gemeinde Ruprechtshofen im Bezirk Melk in Niederösterreich.

## Geografie
Das Dorf befindet sich nordwestlich von Ruprechtshofen in einer sanften, von drei Seiten umschlossenen Mulde.

## Geschichte
Um das ehemalige Schloss Zwerbach entstand auch eine Siedlung. Nach der Auflösung der Monarchie wurden Zwerbach, Grabenegg und Zinsenhof dem Landwirtschaftsministerium zur Verwaltung zugeteilt, die auf den Meierhöfen landwirtschaftliche Versuche betrieben. Laut Adressbuch von Österreich waren im Jahr 1938 in Zwerbach ein Gastwirt mit Gemischtwarenhandel, ein Schmied und einige Landwirte ansässig, weiters gab es ein Elektrizitätswerk.

## Siedlungsentwicklung
Zum Jahreswechsel 1979/1980 befanden sich in der Katastralgemeinde Zwerbach insgesamt 41 Bauflächen mit 16.711 m² und 32 Gärten auf 52.876 m², 1989/1990 gab es 41 Bauflächen. 1999/2000 war die Zahl der Bauflächen auf 81 angewachsen und 2009/2010 bestanden 59 Gebäude auf 119 Bauflächen.

## Bauwerke
Das Schloss Zwerbach, ein ab der 2. Hälfte des 16. Jahrhunderts errichtetes Wasserschloss wurde Mitte des 19. Jahrhunderts erweitert und ergänzt, so dass von der ursprünglichen Anlage nur noch Teile des Burgstalls erhalten sind. Der Wassergraben wurde weitgehend verschüttet. Die Reste des Schlosses, dessen Grundmauern in den 1920er Jahren abgetragen wurden, stehen heute unter Denkmalschutz (Listeneintrag).

## Bodennutzung
Die Katastralgemeinde ist landwirtschaftlich geprägt. 175 Hektar wurden zum Jahreswechsel 1979/1980 landwirtschaftlich genutzt und 8 Hektar waren forstwirtschaftlich geführte Waldflächen. 1999/2000 wurde auf 179 Hektar Landwirtschaft betrieben und 8 Hektar waren als forstwirtschaftlich genutzte Flächen ausgewiesen. Ende 2018 waren 166 Hektar als landwirtschaftliche Flächen genutzt und Forstwirtschaft wurde auf 8 Hektar betrieben. Die durchschnittliche Bodenklimazahl von Zwerbach beträgt 47,7 (Stand 2010).

## Persönlichkeiten
- Friedrich Freiherr von Trenck (1727–1794), schrieb im Schloss seine Memoiren